# Billy Nicholls
William Morris "Billy" Nicholls Jr (* 15. února 1949, White City, Hammersmith, Londýn) je anglický zpěvák, skladatel, hudební producent a hudební režisér.
Nicholls se narodil do hudební rodiny. Jeho otec Billy Nicholls (Senior) hrál na kontrabas a zpíval v big bandech jako The Squadronairs. Billyho kariéra začala v šedesátých letech, kdy u Immediate Records vydal album Would You Believe, které bylo velmi ovlivněné albem Pet Sounds od The Beach Boys. Nicholls také napsal několik skladeb pro film Mcvicar, ve kterém hrál titulní roli Roger Daltrey.